# 稲築郵便局
稲築郵便局（いなつきゆうびんきょく）は福岡県嘉麻市にある郵便局。民営化前の分類では無集配普通郵便局であった。

## 概要
住所：〒820-0205 福岡県嘉麻市岩崎1475-1

## 沿革
- 1903年（明治36年）12月10日 - 山野（やまの）郵便受取所として開設[1]。
- 1905年（明治38年）4月1日 - 山野郵便局（三等）となる。
- 1910年（明治43年）12月11日 - 稲築郵便局に改称。
- 1951年（昭和26年）4月1日 - 電気通信業務の取扱を、新設の稲築電報電話局に移管[2]。
- 1958年（昭和33年）4月16日 - 特定郵便局から普通郵便局へ局種別改定[3]。
- 1978年（昭和53年）11月27日 - 和文電報受付および電話通話業務を開始。
- 2000年（平成12年）8月14日 - 外国通貨の両替および旅行小切手の売買に関する業務取扱を開始。
- 2007年（平成19年）7月30日 - 集配業務を飯塚郵便局へ移管[4]。集配業務の廃止に伴い、局舎の郵便番号を変更（〒820-0299→〒820-0205）。
- 2007年（平成19年）10月1日 - 民営化。
- 2012年（平成24年）10月1日 - 日本郵便株式会社発足。

## 取扱内容
- 郵便、印紙、ゆうパック、内容証明
- 貯金、為替、振替、振込、国際送金、国債、投資信託
- 生命保険、バイク自賠責保険
- ゆうちょ銀行ATM

## 周辺
- 遠賀川
- 嘉麻市役所稲築庁舎（旧・稲築町役場）
- 福岡県立稲築志耕館高等学校
- 嘉麻市立稲築中学校
- 嘉麻市立稲築西小学校

## アクセス
- 西鉄バス 岩崎橋停留所下車
- 八木山バイパス 穂波東ICから南東へ約7km
- 国道211号沿い
- 駐車場あり：14台